# Gabriele Heß
Gabriele Heß (ur. 1 kwietnia 1971 w Lipsku) – niemiecka biegaczka narciarska, reprezentująca też NRD, pięciokrotna medalistka mistrzostw świata juniorów.

## Kariera
W 1987 roku wystąpiła na mistrzostwach świata juniorów w Saalfelden, gdzie była najlepsza w biegu na 15 km techniką klasyczną i w sztafecie. Kolejne medale zdobyła podczas rozgrywanych dwa lata później mistrzostw świata juniorów w Les Saisies ponownie była najlepsza w biegu na 15 km, a w sztafecie zajęła drugie miejsce. Ponadto na mistrzostwach świata juniorów w Reit im Winkl zdobyła swój trzeci tytuł w biegu na 15 km.
W Pucharze Świata pierwsze punkty zdobyła 15 stycznia 1989 roku w Klingenthal, zajmując drugie miejsce na dystansie 30 km stylem dowolnym. Wielokrotnie startowała w zawodach tego cyklu, jeszcze jeden raz stając na podium: 7 marca 1990 roku w Sollefteå ponownie była druga w tej konkurencji. W klasyfikacji generalnej sezonu 1990/1991 zajęła 12. miejsce.
W 1992 roku wystąpiła na igrzyskach olimpijskich w Albertville, zajmując ósme miejsce w sztafecie, 14. miejsce w biegu łączonym, 16. miejsce na 5 km klasykiem oraz 15. miejsce w biegu na 30 km stylem dowolnym. Rok wcześniej była między innymi piąta w sztafecie i szósta w biegu na 10 km stylem dowolnym na mistrzostwach świata w Val di Fiemme. Ponadto na dystansie 10 km stylem dowolnym była też dziewiąta podczas mistrzostw świata w Lahti w 1989 roku.

## Osiągnięcia

### Igrzyska olimpijskie
| Miejsce | Dzień     | Rok  | Miejscowość | Konkurencja            | Czas biegu | Strata  | Zwyciężczyni      |
| ------- | --------- | ---- | ----------- | ---------------------- | ---------- | ------- | ----------------- |
| 16.     | 13 lutego | 1992 | Albertville | 5 km stylem klasycznym | 14:13,8    | +49,9   | Marjut Lukkarinen |
| 14.     | 15 lutego | 1992 | Albertville | 5+10 km pościgowy      | 40:07,7    | +2:25,5 | Lubow Jegorowa    |
| 8.      | 17 lutego | 1992 | Albertville | Sztafeta 4 × 5 km      | 59:34,8    | +2:47,8 | WNP               |
| 15.     | 21 lutego | 1992 | Albertville | 30 km stylem dowolnym  | 1:22:30,1  | +7:13,7 | Stefania Belmondo |

### Mistrzostwa świata
| Miejsce | Dzień     | Rok  | Miejscowość   | Konkurencja           | Czas biegu | Strata  | Zwyciężczyni   |
| ------- | --------- | ---- | ------------- | --------------------- | ---------- | ------- | -------------- |
| 9.      | 19 lutego | 1989 | Lahti         | 10 km stylem dowolnym | 27:04,5    | +1:28,0 | Jelena Välbe   |
| 13.     | 23 lutego | 1989 | Lahti         | Sztafeta 4 × 5 km     | 54:49,8    | +5:00,3 | Finlandia      |
| 6.      | 10 lutego | 1991 | Val di Fiemme | 10 km stylem dowolnym | 28:25,9    | +50,4   | Jelena Välbe   |
| 5.      | 14 lutego | 1991 | Val di Fiemme | Sztafeta 4 × 5 km     | 55:36,6    | +2:10,9 | ZSRR           |
| 14.     | 16 lutego | 1991 | Val di Fiemme | 30 km stylem dowolnym | 28:25,9    | ?       | Lubow Jegorowa |

### Mistrzostwa świata juniorów
| Miejsce | Dzień    | Rok  | Miejscowość   | Konkurs                | Wynik     | Strata  | Zwyciężczyni        |
| ------- | -------- | ---- | ------------- | ---------------------- | --------- | ------- | ------------------- |
| 9.      | 3 lutego | 1988 | Saalfelden    | 5 km stylem klasycznym | 14:33,6   | +49,8   | Tatjana Bondariewa  |
| 1.      | 6 lutego | 1988 | Saalfelden    | Sztafeta 3 × 5 km      | 43:06,5   | -       | -                   |
| 1.      | 7 lutego | 1988 | Saalfelden    | 15 km stylem dowolnym  | 40:30,7   | -       | -                   |
| 6.      | 16 marca | 1989 | Vang          | 15 km stylem dowolnym  | 50:30,3   | +1:36,3 | Stefania Belmondo   |
| 9.      | 18 marca | 1989 | Vang          | 5 km stylem klasycznym | 16:21,8   | +43,6   | Stefania Belmondo   |
| 5.      | 19 marca | 1989 | Vang          | Sztafeta 4 × 5 km      | 1:05:15,0 | +36,0   | ZSRR                |
| 1.      | 29 marca | 1990 | Les Saisies   | 15 km stylem dowolnym  | 48:02,8   | -       | -                   |
| 5.      | 30 marca | 1990 | Les Saisies   | 5 km stylem klasycznym | 15:19,9   | +54,8   | Olga Daniłowa       |
| 2.      | 31 marca | 1990 | Les Saisies   | Sztafeta 4 × 5 km      | 1:04:35,7 | +36,2   | ZSRR                |
| 5.      | 6 marca  | 1991 | Reit im Winkl | 5 km stylem klasycznym | 15:08,2   | +23,3   | Kateřina Neumannová |
| 1.      | 8 marca  | 1991 | Reit im Winkl | 15 km stylem dowolnym  | 45:01,7   | -       | -                   |
| 7.      | 10 marca | 1991 | Reit im Winkl | Sztafeta 4 × 5 km      | 57:59,7   | +2:04,2 | Norwegia            |

### Puchar Świata

#### Miejsca w klasyfikacji generalnej
- sezon 1989/1990: 24.
- sezon 1990/1991: 25.

#### Miejsca na podium
Wezel nigdy nie stała na podium zawodów PŚ.